# ジュゼッペ・ベゲット
ジュゼッペ・ベゲット（Giuseppe Beghetto、1939年10月8日 - ）は、イタリア、トンボロ出身の元自転車競技（トラックレース）選手。

## 経歴
1960年のローマオリンピック・タンデムスプリントにおいて、セルジョ・ビアンケットとのコンビで金メダルを獲得。
1961年、グランプリ・ド・パリアマ部門優勝。世界自転車選手権・アマスプリント2位。
1962年、世界自転車選手権・アマスプリント2位。同年プロに転向。
1965年、世界自転車選手権・プロスプリントにおいて、パトリック・セルキュを破り優勝。
1966年、ロン・バーンシュを破り、世界自転車選手権・プロスプリント2連覇。
1967年、世界自転車選手権・プロスプリント2位。
1968年、パトリック・セルキュを破り、3度目の世界自転車選手権・プロスプリント優勝。グランプリ・ド・パリ優勝。
1971年、ティレーノ〜アドリアティコ区間1勝。
1973年引退。
国内選手権では、プロ・アマ通じて8回優勝。
実子であるマッシモ・ベゲット(it:Massimo Beghetto)は、元プロサッカー選手である。